# آرثر ستانلي ماكنزي
آرثر ستانلي ماكنزي هو فيزيائي ورياضياتي كندي، ولد في 20 سبتمبر 1865، وتوفي في 2 أكتوبر 1938.